# Tibouchina taperoensis
Tibouchina taperoensis är en tvåhjärtbladig växtart som beskrevs av John Julius Wurdack. Tibouchina taperoensis ingår i släktet Tibouchina och familjen Melastomataceae. Inga underarter finns listade i Catalogue of Life.